# حمض الجليكوليك
حمض الجليكوليك  (أو هيدروكسي حامض الخليك )؛ الصيغة الكيميائية C2H4O3 (أيضا تكتب كالأتي: HOCH2COOH), هو أصغر حمض α هيدروكسي (AHA). وهو عديم اللون والرائحة، ومحب للماء بلوراته صلبة للغاية و يذوب في الماء. يتم استخدامه في مختلف منتجات العناية بالبشرة هو ملح أو إستر لحمض الجليكوليك. تم إيجاده طبيعياً في قصب السكر ويستخدم في علاج الأمراض الجلدية أو في الطب الجلدي لتحسين نسيج الجلد والصحة الجلدية.

## التحضير
هناك طرق متعددة لتحضير حمض الجليكوليك التي تمارس اليوم. فإن الغالبية من الإنتاج العالمي لحمض الجليكوليك في تفاعل المحفز من الفورمالديهايد مع غاز الاصطناع (كربنلة من الفورمالديهايد)، وهذا هو الطريق التحضيري الاقتصادي بشكل خاص.
- يتم تحضير المركب بتفاعل حمض الكلوروأسيتيك مع هيدروكسيد الصوديوم تليها إعادة تحميض (أو تحميض ثاني من جديد).

يمكن تلخيص التفاعل على النحو التالي:
| ClCH2CO2H + NaOH → HOCH2CO2H + NaCl |

- ينتج بهذه الطريقة عدة ملايين الكيلوغرامات سنوياً. ويعد التفاعل المتواسط للفورم ألدهيد مع غاز التصنيع (إضافة كربونيل إلى الفورم ألدهيد) طريق تحضير اقتصادي واضح. تضم الطرق الأخرى، غير المستعملة على ما يبدو، هدرجة حمض الأوكزاليك بالهدروجين الوليد وحلمهة السيانوهيدرين المشتق من الفورم ألدهيد. بعض حموض الغليكوليك الحاضرة خالية من الفورم ألدهيد وحمض النمل (الفورميك).[5]
- يمكن عزل حمض الجليكوليك من مصادر طبيعية, مثل قصب السكر, وسكر نبات البنجر, الأناناس, والشمام, والعنب غير الناضج. كما يمكن لحمض الجليكوليك أن يحضر بطريقة حيوية كيميائية أنزيمية, حيث ينتج عنها بنقاوة أقل مقارنة مع الاصطناع التقليدي الكيميائي, متطلبا طاقة أقل في الإنتاج ومنتجا لمركبات ثانوية بشكل أقل. يمكن أن يتم تقييم كل طريق تبعا للمنافعه وتكاليفه النسبية.

## الاستعمالات
يستخدم حمض الجليكوليك في صناعة الغزل والنسيج باعتباره عامل صباغة و دباغة، من ضمن الاستعمالات الأخرى لهذا المركب تطبيق في إنتاج الأغذية كعامل منكّه ومادة حافظة
- نظراً لقدرته الممتازة على اختراق الجلد، وجد حمض الجليكوليك تطبيقات في منتجات العناية بالجلد، غالباً كمقشر كيميائي يتم استعماله من قبل طبيب الجلدية، أو الجراح التجميلي أو المختص بالمعالجة التجميلية وذلك بتراكيز 20 إلى 70% أو بشكل مجموعة للاستخدام المنزلي بتراكيز أقل بين 10 إلى 20%. بالإضافة للتركيز يلعب الـpH دوراً كبيراً في تحديد قوة حمض الجليكوليك في المحلول. المقشرات القوية المستعملة من قبل الأطباء يمكن أن تكون ذات pH قليلة بمقدار 0.6 (قوية كفاية لحل كيراتين البشرة)، في حين أن حموضات المقشرات المنزلية تكون عالية بمقدار 2.5.
- يستعمل حمض الغليكوليك في تحسين مظهر الجلد وبنيته. قد يعمل على تقليل التجاعيد، ندبات حب الشباب، فرط التصبّغ ويحسّن عدد من الحالات الجلدية، من ضمنها التقران السفعي actinic keratosis، فرط التقران والتقران المثّي seborrheic keratosis. عند تطبيقه على الجلد يتفاعل حمض الغليكوليك مع الطبقات العلوية من البشرة، مضعفاً خواص الارتباط للدسم التي تجمع خلايا الجلد الميتة معاً. يسمح ذلك للطبقة المتقرنة بالتقشّر، كاشفة خلايا الجلد العيوشة. تتوفر تجارياً درجات عالية النقاوة من حمض الغليكوليك لتطبيقات العناية الذاتية.
- يفيد حمض الغليكوليك أيضاً كوسيط في الاصطناع العضوي، ضمن مجال من التفاعلات يتضمن: الأكسدة والإرجاع، الأسترة وبلمرة السلسلة الطويلة. يستعمل كمونومير في تحضير حمض عديد الغليكوليك ومتماثرات مشاركة copolymers متوافقة حيوياً أخرى (مثل PLGA). غالباً ما يضاف حمض الغليكوليك إلى متماثرات المستحلبات، المذيبات والمواد المضافة للحبر والدهان من أجل تحسين خواص الجريان وإكساب اللمعان.

## آلية العمل
يعمل حمض الغليكوليك بتفكيك الروابط بين الطبقات العليا للخلايا الجلدية كيميائياً وبالتالي يتقشر الجلد بسرعة، لتشجيع نمو خلايا جلدية جديدة وإزالة الخلايا المتضررة أو الميتة. يعطي ذلك الجلد توهج منتعش وينقص التأثيرات الجانبية لحب الشباب. يمكن أن يساعد تقشير حمض الغليكوليك أيضاً على إنقاص اندفاعات حب الشباب. لكن التقشير الكيميائي سيسبب تهيج واحمرار الجلد ويجب عدم استعماله على حب الشباب أو قرحات الجلد المفتوحة.
يساعد تقشير أو قشد حمض الغليكوليك على تقشير أو إسقاط الخلايا الجلدية الميتة على الطبقة السطحية للبشرة. مما يمنع البناء الخلوي على الجلد، الذي يسبب مظهر جلدي شاحب ومسامات مسدودة مؤدياً إلى حب الشباب. الجلد الزيتي والمعرض لحب الشباب يكون عادة ذو معدلات تقشير طبيعي أبطأ، مما يجعله عرضة للمسامات المتضخمة والمسدودة والتي تسبب حب الشباب العقيدي، ذو الرؤوس البيضاء والسوداء. تنصح الكلية التقويمية الأمريكية لأمراض الجلد AOCD بأن زيادة التقشير الجلدي الطبيعي يساعد على الوقاية من اندلاع حب الشباب.

## المأمونية
يعد حمض الجليكوليك مهيج أو مخرش وذلك اعتمادا على درجة الpH. وكما الايثيلين غليكول, فهو يستقلب إلى حمض الأوكساليك الذي يمكن أن يشكل خطرا إذا ما تم ابتلاعه.